# Beth Whittall
Elizabeth „Beth” Whittall (ur. 26 maja 1936 w Montrealu, zm. 1 maja 2015 w Hudson) – kanadyjska pływaczka, medalistka Igrzysk panamerykańskich.

## Życiorys
W wieku 17 lat zdobyła srebrny medal w sztafecie kobiet 4 × 110 jardów stylem dowolnym podczas Igrzysk Imperium Brytyjskiego i Wspólnoty Brytyjskiej. W trakcie studiów na Purdue University wystąpiła w 1955 na Igrzyskach Panamerykańskich w Meksyku. Podczas zawodów zdobyła dwa złote medale w wyścigach 400 m stylem dowolnym i 100 m stylem motylkowym oraz dwa srebrne medale w 4 × 100 m stylem dowolnym i 4 × 100 m stylem zmiennym. Po powrocie do kraju otrzymała Lou Marsh Trophy i została wpisana do Canadian Olympic Hall of Fame. Podczas Letnich Igrzysk Olimpijskich 1956 nie zdobyła medali.